# 圣奎里科-多尔恰
圣奎里科-多尔恰（義大利語：San Quirico d'Orcia），是意大利托斯卡纳大区锡耶纳省的一个市镇。总面积42平方公里，人口2769人，人口密度65.9人/平方公里（2009年）。ISTAT代码为052030。